# فلفل صورتی

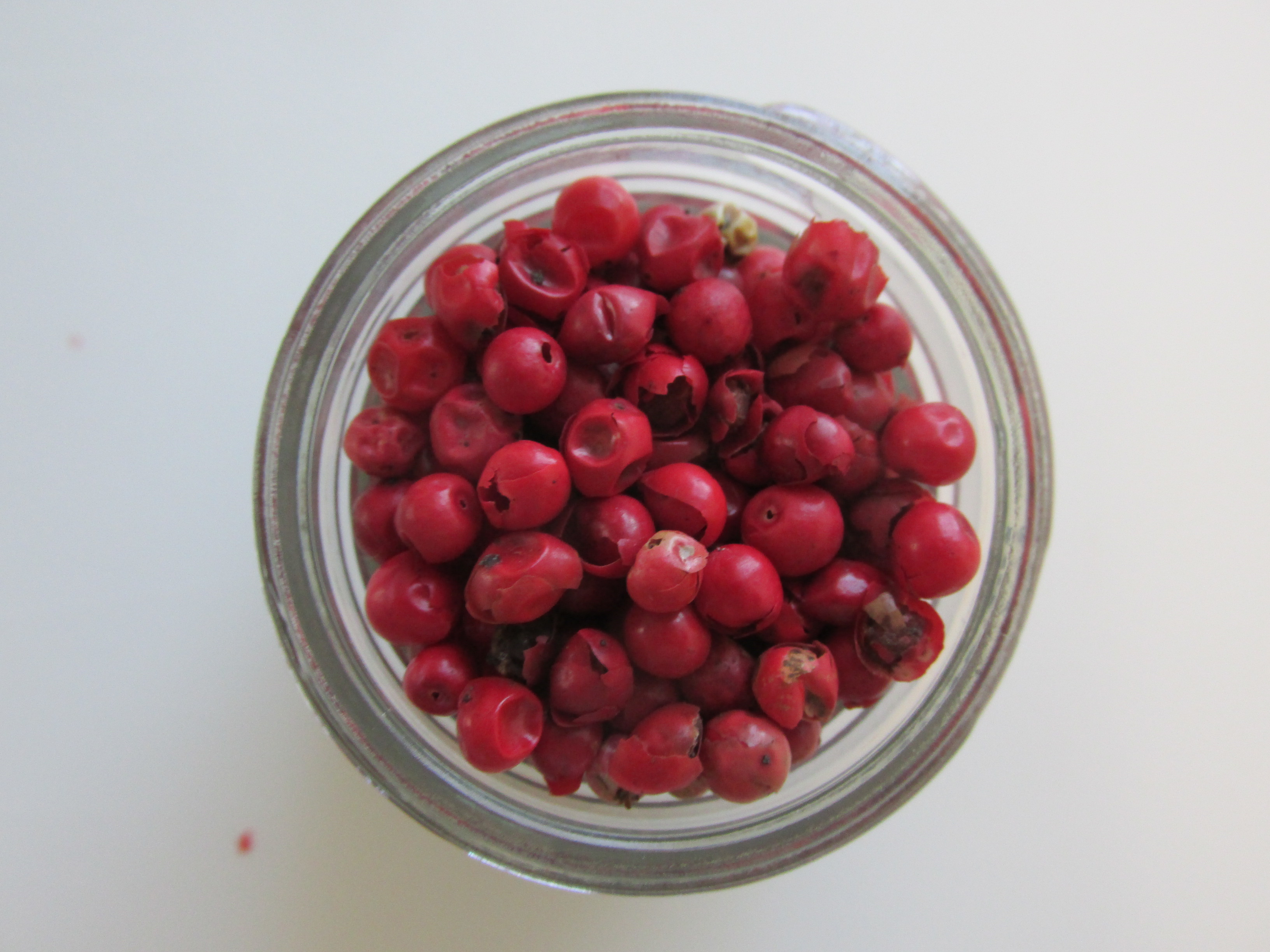
فلفل صورتی

فلفل صورتی (به انگلیسی false pepper - pink pepper) درختی زینتی و همیشه‌سبز است. فلفل‌صورتی، ارتباطی به فلفل واقعی ندارد. این گیاه در زبان فرانسه به "توت صورتی" و "رزخلیج" هم مشهور است. میوهٔ رسیدهٔ این گیاه، خشک و صورتی رنگ است. از آنجا که شکل و اندازهٔ میوه این گیاه، مشابه فلفل واقعی است، در بازار بنام فلفل‌صورتی عرضه می‌شود. این گیاه از خانواده پسته‌ایان است. این میوه ممکن است حساسیت‌زا باشد.

## فلفل‌صورتی متمایز از فلفل واقعی
فلفل‌صورتی سبک و اغلب توخالی است و نسبت به فلفل، بیشتر معطر است. این میوه تندی سبکتر از فلفل را با طعم مرکبات دارد.

## فلفل‌صورتی میوه درخت فلفل برزیلی
درخت فلفل برزیلی، از سرده شینوس بوده و در نام‌گذاری دوتائی، تربین‌تیفولیا شینوس (به انگلیسی: Schinus terebinthifolius) خوانده می‌شود و به نام رزخلیج هم شناخته می‌شود. این گونهٔ شینوس درختچه است.

## فلفل‌صورتی میوه درخت فلفل پروئی
درخت فلفل پروئی از سرده شینوس است. در نام‌گذاری دوتائی، مول شینوس (به انگلیسی: Schinus_ molle) خوانده می‌شود. بلندی این درخت ۱۰–۵ متر است. این گونهٔ شینوس، بزرگ‌ترین انواع آن است و طولانی‌ترین طول عمر را دارد.

## توزیع جغرافیایی
فلفل‌صورتی گیاه بومی شمال آمریکای لاتین، کوه‌های آند در پرو است و در کشورهای برزیل، آرژانتین و شیلی مرکزی نیز می‌روید. این گیاه قابلیت آن را دارد که اگر در هرجای دنیا کشت شود، اهلی گردد. گونه وحشی این گیاه در برخی ایالت‌های کشور آمریکا می‌روید.

## کاربرد
- از این گیاه به عنوان ادویه استفاده می‌شود که عطر، طعم و رنگ خوبی دارد.
- درخت گونهٔ مول_شینوس چوب بسیار محکمی دارد و از آن برای ساختن زین استفاده می‌شود.

## هشدار سازمان غذا و دارو
در سال ۱۹۸۲، کشور آمریکا ورود فلفل‌صورتی را ممنوع اعلام‌کرد. گفته می‌شد که دراثر خوردن میوه این گیاه، فرد دچار تورم پلک‌ها و سوءهاضمه می‌شود، مشابه اثر پیچک سمی آمریکایی. درمقابل، کشور فرانسه اعلام کرد درصورت رعایت شرایط تجویزشدهٔ کشت، میوه این گیاه قابل خوردن خواهدبود. در حال حاضر، ممنوعیتی برای واردکردن این گیاه وجود ندارد. اما برچسب تأیید سلامت آمریکا را ندارد.